# Кряуклис, Ритус
Ритус Кряуклис (латыш. Ritus Krjauklis, род. 23 апреля 1986 года, Илуксте, Латвийская ССР, СССР) — латвийский футболист, защитник. Выступал за сборную Латвии.

## Клубная карьера
Кряуклис начал свою карьеру в детско-юношеской спортивной школе в родном городе Илуксте, где он занимался под руководством тренера Владимира Винокурова с 1993 по 2002 годы. В 2002 году он переехал в Даугавпилс и продолжил карьеру в молодёжном составе клуба «Динабург». В 2005 году Тамаз Пертия взял Кряуклиса в первую команду. В 2006 году подписал контракт с клубом «Вентспилс», но Кряуклис так и не смог там проявить себя, и через год он вернулся в Даугавпилс. Провёл в «Динабурге» три сезона с 2007 по 2009 годы и вошёл в число основных игроков клуба, сыграл за клуб 77 матчей и забил 6 голов.
В 2009 году «Динабург» был исключён из чемпионата Латвии по решению Латвийской футбольной федерации. Клуб был уличён в участии в тотализаторах и манипулировании результатами игр, что было подтверждено неоспоримыми доказательствами, полученными из компетентных организаций, в том числе УЕФА. Кряуклис покинул клуб. Далее он снова присоединился к «Вентспилс». На этот раз ему удалось попасть в основной состав, сыграл за клуб 25 матчей в течение сезона. После этого сезона Кряуклис получил предложение от азербайджанского клуба АЗАЛ и подписал двухлетний контракт. Сыграл за клуб 10 матчей. В августе 2011 года покинул клуб. После этого Кряуклис вернулся в Латвию и через несколько дней подписал контракт с клубом «Металлург» из города Лиепая. Сыграл в клубе 24 матча и забил два гола.
15 июля 2012 года Кряуклис перешёл в южноафриканский клуб «Голден Эрроуз». Провёл в клубе один сезон. Затем в августе 2013 года он перешёл в другой клуб южноафриканского чемпионата, в кейптаунский «Аякс». В 2014 году вернулся в Латвию и присоединился к юрмальскому «Спартаку».
C января 2015 года играет в «Вентспилсе».

## Международная карьера
В сборной Латвии Кряуклис дебютировал 12 августа 2009 года в товарищеском матче против сборной Болгарии. Регулярно вызывался в сборную до 2012 года, когда главным тренером сборной был Александр Старков. Но с момента назначания на пост главного тренера Марьяна Пахарь в 2013 году, Кряуклис в сборную больше не попадал. В общей сложности, Кряуклис сыграл 22 матчей за сборную.

## Достижения

### Вентспилс
- Чемпионат Латвии: 2006
- Победитель Балтийской Лиги: 2010